# Raise Your Fist and Yell
Raise Your Fist and Yell — семнадцатый студийный и десятый сольный альбом Элиса Купера, изданный в 1987 году. Это второй альбом, выпущенный музыкантом после перерыва в его творчестве. Raise Your Fist and Yell ещё более, чем предыдущий Constrictor, обращался к мрачной тематике, а его звучание стало намного жестче.
Три основные темы альбома — это секс, бунт и смерть.

## История записи
Во время записи предыдущего альбома Элис Купер сотрудничал с продюсером Би Хиллом и остался этим недоволен: «Всё, что Би сделал или хотел сделать, шло вразрез с тем, что хотелось мне. Он один из тех парней, которые используют каждую дорожку на плёнке для получения грандиозного, жирного звучания. Такой продукт очень мешает настоящему звучанию группы, это даёт обманчивое впечатление». По этой причине к моменту записи Raise Your Fist and Yell его место занял Михаэль Вагенер, который оказался человеком, посвящающим всю свою жизнь работе: по словам Купера, даже если он был вынужден поехать на каникулы, то перед ним возникала проблема, чем себя занять.
Перед началом записи альбома, который в то время имел рабочее название Summer Blood,
музыканты имели список, состоявший из двадцати песен. Впоследствии из них было выбрано десять. Гитарные партии были сыграны Кеном Робертсом, после встречи с которым, Элис Купер понял, что первое впечатление часто бывает обманчивым:

Боб Эзрин передал мне плёнку, записанную каким-то парнем по имени Кен Робертс, и сказал, что я просто обязан посмотреть как он играет. Он не сказал мне, что кроме всего прочего, этот парень точная копия Сталлоне. Так или иначе, как-то вечером я пошёл в нью-йоркский клуб, чтобы посмотреть на него, так чтобы он не знал, что я нахожусь в зале. Это достаточно странно для меня, но я не мог поверить в это, — этот парень был монстром. Про себя я подумал, что никто с такой фактурой не может быть хорошим гитаристом. Такие ребята ломают гитары шутки ради… Я посмотрел на него и подумал, что у него больше шансов сняться в фильме Конан Варвар, чем играть в группе Alice Cooper. Но меня просто поразила игра этого парня. Больше всего меня поразило то, что он просто продолжал играть в то время, как пьяная гопота сидела и долбила по сцене перед его носом. В этот момент я понял, что именно он мне и нужен. После шоу, я прошёл за кулисы для того чтобы встретится с ним, и я сказал ему, что мне понравилась его пленка и предложил попробовать сочинить что-нибудь вместе. Это сработало идеально.

В конечном итоге процесс записи занял шесть недель.
Большее количество песен было записано за десять дней: приблизительно по одной композиции в сутки.

## Тур в поддержку альбома
Как и его предшественник, тур к альбому включал в себя шокирующие действия. Для отработки специальных эффектов были приглашены люди, работавшие над фильмами «Чужие» и «Муха».
Всё это вызвало многочисленные споры, особенно в Европе. В Британии член парламента Дэвид Бланетт призвал запретить шоу, заявив: «Я ужасаюсь таким поведением, это выходит за рамки развлечения». В Германии после вмешательства правительства некоторые фрагменты шоу были удалены.
Но общественный резонанс, и призывы к запрету концертов Элиса, лишь сделали их более популярными.
Во время выступлений в Лондоне сцена повешения Элиса Купера чуть было не закончилась трагедией.
На концерте на Уэмбли Арена, трос, на котором висел Элис оторвался, и, падая, он ударился подбородком о дверь и потерял сознание. К счастью, всё закончилось благополучно: через некоторое время музыкант пришёл в себя, поднялся на ноги и продолжил петь. С тех пор сцены повешения были до 2007 года исключены из шоу Элиса Купера.
Репетиции группы перед концертами во время тура можно увидеть на DVD «Alice Cooper Story» (диск № 2). Список исполняемых композиций состоял из: Teenage Frankenstein, No More Mr. Nice Guy, Billion Dollar Babies, Is It My Body, Eighteen, Go to Hell, Prince of Darkness, Chop Chop Chop, Gail, Roses on White Lace, Only Women Bleed, Devil’s Food, The Black Widow, Dead Babies, Killer, School’s Out, Freedom и Under My Wheels.

## Список композиций
Слова и музыка всех песен — Элиса Купера и Кейна Робертса, за исключением песни «Gail», в написании которой принял участие Кип Вингер.
| №                   | Название                | Длительность |
| ------------------- | ----------------------- | ------------ |
| 1.                  | «Freedom»               | 4:09         |
| 2.                  | «Lock Me Up»            | 3:24         |
| 3.                  | «Give the Radio Back»   | 3:34         |
| 4.                  | «Step on You»           | 3:39         |
| 5.                  | «Not That Kind of Love» | 3:15         |
| 6.                  | «Prince of Darkness»    | 5:10         |
| 7.                  | «Time to Kill»          | 3:39         |
| 8.                  | «Chop, Chop, Chop»      | 3:06         |
| 9.                  | «Gail»                  | 2:30         |
| 10.                 | «Roses on White Lace»   | 4:27         |
| Общая длительность: | Общая длительность:     | 36:55        |

- Freedom — это ответ Элиса Купера родительскому центру музыкальных развлечений Parents Music Resource Center, члены которого разволновались после его возвращения на сцену.[6] Песня была написана в маленькой студии в Питсбурге, и в этот же день была готова её демозапись.[6] На Freedom был снят видеоклип, основу которого составили репетиции группы перед концертами тура.[5]
- Во время гитарного вступления песни Lock Me Up звучат слова: «Элис Купер, вы обвиняетесь в жестокости по отношению к психическому состоянию общества. Что вы можете сказать в своё оправдание?» (англ. Alice Cooper, You have been accused of mass mental cruelty. How do you plead?). Их произносит Роберт Энглунд, сыгравший Фредди Крюгера в фильме «Кошмар на улице Вязов».[5]
- Step on You была написана ещё к прошлому альбому Constrictor, но не вошла в него, так как по звучанию была похожа на композицию Give It Up.[4]
- Give the Radio Back появилась на свет как реакция на то, что по радио транслировалось очень мало рок-музыки. Сам Элис Купер имел трудности, когда хотел получить от радиостанций поддержку Raise Your Fist and Yell и предворяющего его сингла Freedom.[7]
- Часть песни Prince of Darkness вошла в одноимённый фильм Джона Карпентера. Также в нём можно увидеть Элиса Купера в роли главаря уличных зомби. По словам музыканта на этой композиции представлена самая замечательная работа гитариста Кена Робертса.[6] Сам гитарист также остался доволен сотрудничеством с Элисом:[6]

Это проблеск в истинном величии Элиса Купера. Лирика (была написана за 30 минут, пока он отдыхал на кушетке в студии) безупречна и ужасающа. Сочинять музыку на эти слова было как легко, так и почётно. Замечательно работать с Элисом, потому что, несмотря на все противоречивые слухи, окружающие этого человека, я всегда осознавал истинный вкус реальности, который он дает нам время от времени. (Это и отличает его от остальных людей, стремящихся стать шок рокерами, которые претендуют на «истинное» безумие, однако, они до сих пор достаточно тривиальны, тратя 5 минут интервью на критику Элиса за то, что он не достаточно безумен).

- Gail — это среднее имя жены Элиса Купера Шерил.[5] Песня была придумана басистом Кипом Вингером, а Купер сказал о ней так:[4]

Кип — хороший композитор, но всё же его стиль слишком чист для того, к чему мы стремимся, но написанная им тема Gale просто подошла нам. Очень больная лирика и в качестве контраста, нам хотелось, чтобы музыка была милой такой и приятной. У Кипа имелась очень нездоровая, веселенькая мелодия, как раз именно для такой песни. Он проиграл её нам, и она подошла как нельзя кстати.

- В заключительной песне альбома Roses on White Lace поднимается тема психопата-убийцы.[6]

## Участники записи
- Элис Купер — вокал
- Кейн Робертс — гитара, вокал
- Кип Вингер — бас, вокал, клавиши (9)
- Кен К. Мери — ударные
- Пол Горовиц — клавишные

## Критика
Элис Купер сказал, что Raise Your Fist and Yell нравится ему больше, чем Constrictor:

Я считаю, что не только сами песни здесь лучше, чем на прошлом альбоме, всё гораздо лучше. Альбом звучит гораздо тяжелее, и я на 100 % доволен звучанием барабанов. На альбоме Constrictor доминируют ударные в духе Симмонса. Это была идея Би Хилла, и он начал заниматься производством этого альбома, пока эту работу не передали Майклу Вагенеру. На этот раз, мы использовали очень грязные рок-н-ролльные барабаны, — именно такое звучание лучше всего подходит нашей музыке. В конечном итоге, мы же рок-н-ролльная группа, и мы как можно меньше должны работать со всем этим электронным барахлом.